# Micrasema oregonum
Micrasema oregonum is een schietmot uit de familie Brachycentridae. De soort komt voor in het Nearctisch gebied.